# Strada statale 227 di Portofino
La ex strada statale 227 di Portofino (SS 227), ora strada provinciale 227 di Portofino (SP 227), è una strada provinciale italiana che si snoda nel promontorio di Portofino.

## Storia
La strada statale 227 venne istituita nel 1959 con il seguente percorso: "S.S. n. 1 in Rapallo - Santa Margherita Ligure - Paraggi - Portofino."
In seguito al decreto legislativo n. 112 del 1998, dal 2001 la gestione è passata dall'ANAS alla Regione Liguria che ha provveduto al trasferimento dell'infrastruttura al demanio della Provincia di Genova e, dal 1º gennaio 2015, alla Città metropolitana di Genova.

## Percorso
La strada ha origine dal centro abitato di Rapallo dove si distacca dalla strada statale 1 Via Aurelia. La strada funge quindi da litoranea per tutto il suo percorso, attraversando la frazione rapallese di San Michele di Pagana, il comune di Santa Margherita Ligure, la parte costiera del parco naturale regionale di Portofino e terminando infine a Portofino.